# Anton von Doblhoff-Dier
Anton Freiherr von Doblhoff-Dier (Gorizia, ma Olaszország, 1800. november 10. - Bécs, 1872. április 16.) osztrák liberális politikus, miniszterelnök, gazda

## Élete
Tanulmányait a bécsi egyetemen végezte, ahol a jogtudományokból sikeresen ledoktorált. 1826-ban belépett az Alsó-Ausztriai Helytartói Hivatalba, melynek központja Bécsben volt, azonban 1836-ban innen elment és Alsó-Ausztriában, Weikersdorfban átvette a családi képviselőséget (a családok helyzetével, támogatásával foglalkozott). 1838-as franciaországi tanulmányútja után Angliában ment gazdasági továbbképzésre. 1840-től a robot és a jobbágyság eltörléséért harcolt. Feleségül vette Elen von Hartmann bárónét. Mint az alsó-ausztriai tartománygyűlés tagja, szabadelvűségével tűnt ki. 
1848 február végétől a Pillersdorf-kabinet belügyminisztere, majd kereskedelmi minisztere lett. Májusától osztrák földművelési miniszter volt.  Július 8-án megválasztották miniszterelnöknek, de még ugyanazon hónap, 18-án leváltották. Rövid idejű minisztersége alatt demokrata kormány létrehozását tervezte. Ezek után belügyi és ideiglenesen közoktatásügyi miniszternek nevezték ki a Wessenberg-kormányban, azonban októberben lemondott. 1849-től képviselő volt Hágában.
Felesége 1852-ben, 38 éves korában váratlanul elhunyt. Doblhoff idegileg összeomlott. Két év alatt teljesen felépült és 1858-ig töltötte még be hágai szerepét. 1861-ben lett képviselő a Német Szövetség tagállamainak tanácsában. 1867-től tagja volt a porosz parlament alsóházának, ahol 1869-ben alelnöknek választották meg. 1871-ben nyugállományba lépett, és gazdálkodással foglalkozott. 1872. április 16-án hunyt el tüdőembóliában, amikor ugyanis már nagy beteg volt.

## Batthyány és Doblhoff
Batthyány Lajos, Magyarország első miniszterelnöke Bécsben tárgyalt az osztrák-magyar kiegyezésről, Doblhoff-Dier osztrák belügyminiszterrel, ám egyetértésre nem jutottak. Batthyány elutazása előtt levélben kérte a belügyminisztert, hogy az új kormány tagjaként nyilatkozzon írásban a két párt viszonyáról, valamint arról, hogy a horvát-magyar viszályban, a Pragmatica sanctio értelmében támogatja-e a magyar koronát. Doblhoff másnapi válaszában kijelentette: tudomása szerint a horvátok nem kívánnak elszakadni, s követeléseiket a Pragmatica Sanctióra alapozzák. Az osztrák kormány nincsen abban a helyzetben, hogy döntsön ebben a kérdésben, de mindent megtesz a viszály tisztázására, a polgárháború kitörésének megakadályozására, amely az összmonarchia biztonságát veszélyeztetné.

## Külső hivatkozás
| Előző miniszterelnök: Franz von Pillersdorf | Osztrák miniszterelnök 1848. július 8. – 1848. július 18. | Az osztrák zászló | Következő miniszterelnök: Johann von Wessenberg |